# Gregor Hradetzky
Gregor Hradetzky   (Krems an der Donau, 31 de gener de 1909 - Bad Kleinkirchheim, 29 de desembre de 1984) fou un piragüista austríac que va competir durant la dècada de 1930. Posteriorment fou un destacat constructor d'orgues.
El 1936 va prendre part en els Jocs Olímpics de Berlín, on guanyà dues medalla d'or del programa de piragüisme: en el K-1 1.000 metres i K-1 plegable, 10.000 metres.
En el seu palmarès també destaca una medalla de bronze al Campionat del món en aigües tranquil·les de 1938 representant Alemanya.
La Segona Guerra Mundial va posar punt final a la seva carrera esportiva. El 1948 es va fer càrrec de l'empresa familiar, una empresa que es dedicava a la construcció d'orgues, i va aconseguir un renom internacional, instal·lant orgues als Estats Units, al Japó i Austràlia. El 1981 va rebre l'Orde Olímpica de bronze.